# Парагвай на летних Олимпийских играх 2012
Парагвай на летних Олимпийских играх 2012 был представлен в шести видах спорта. Сборная не завоевала ни одной медали.

## Результаты соревнований

### Академическая гребля
Спортсменов — 1
| Соревнование       | Спортсмены          | Отборочная гонка | Отборочная гонка | Четвертьфинал/ Дополнительная гонка | Четвертьфинал/ Дополнительная гонка | Полуфинал | Полуфинал | Финал   | Финал |
| Соревнование       | Спортсмены          | Время            | Место            | Время                               | Место                               | Время     | Место     | Время   | Место |
| ------------------ | ------------------- | ---------------- | ---------------- | ----------------------------------- | ----------------------------------- | --------- | --------- | ------- | ----- |
| Одиночки (женщины) | Москавейра Габриела | 7:52,07          | 3 QF             | 8:14,36                             | 5 SC/D                              | 8:10,15   | 6 FD      | 8:34,51 | 20    |

### Водные виды спорта

#### Плавание
Спортсменов — 2
Мужчины
| Спортсмен | Соревнование         | Предварительные заплывы | Предварительные заплывы | Полуфиналы | Полуфиналы | Финал     | Финал     |
| Спортсмен | Соревнование         | Результат               | Место                   | Результат  | Место      | Результат | Место     |
| --------- | -------------------- | ----------------------- | ----------------------- | ---------- | ---------- | --------- | --------- |
| Бен Хокин | 100 м вольным стилем | 50,12                   | 32                      | Не прошёл  | Не прошёл  | Не прошёл | Не прошёл |
| Бен Хокин | 200 м вольным стилем | 1:48,91                 | 29                      | Не прошёл  | Не прошёл  | Не прошёл | Не прошёл |
| Бен Хокин | 100 м баттерфляем    | 53,65                   | 35                      | Не прошёл  | Не прошёл  | Не прошёл | Не прошёл |

Женщины
| Спортсмен     | Соревнование         | Предварительные заплывы | Предварительные заплывы | Полуфиналы | Полуфиналы | Финал     | Финал     |
| Спортсмен     | Соревнование         | Результат               | Место                   | Результат  | Место      | Результат | Место     |
| ------------- | -------------------- | ----------------------- | ----------------------- | ---------- | ---------- | --------- | --------- |
| Риверос Карен | 100 м вольным стилем | 59,86                   | 41                      | Не прошла  | Не прошла  | Не прошла | Не прошла |

### Дзюдо
Спортсменов — 1
Мужчины
| Категория | Спортсмен      | Турнир | 1/16 финала                         | 1/8 финала         | Четвертьфинал      | Полуфинал          | Финал              | Место     |
| Категория | Спортсмен      | Турнир | Соперник Результат                  | Соперник Результат | Соперник Результат | Соперник Результат | Соперник Результат | Место     |
| --------- | -------------- | ------ | ----------------------------------- | ------------------ | ------------------ | ------------------ | ------------------ | --------- |
| до 66 кг  | Асведо Абрахам |        | Гарсиа Даниэль (AND) Пор. 0001-0200 | Не прошёл          | Не прошёл          | Не прошёл          | Не прошёл          | Не прошёл |

### Лёгкая атлетика
Спортсменов — 2
Мужчины
| Спортсмен      | Дисциплина | Предварительный раунд | Предварительный раунд | Полуфиналы | Полуфиналы | Финал     | Финал     |
| Спортсмен      | Дисциплина | Результат             | Место                 | Результат  | Место      | Результат | Место     |
| -------------- | ---------- | --------------------- | --------------------- | ---------- | ---------- | --------- | --------- |
| Аугусто Стэнли | 400 м      | 47,21                 | 40                    | Не прошёл  | Не прошёл  | Не прошёл | Не прошёл |

Женщины
| Спортсмен    | Дисциплина    | Предварительный раунд | Предварительный раунд | Полуфиналы | Полуфиналы | Финал     | Финал     |
| Спортсмен    | Дисциплина    | Результат             | Место                 | Результат  | Место      | Результат | Место     |
| ------------ | ------------- | --------------------- | --------------------- | ---------- | ---------- | --------- | --------- |
| Франко Лерин | Метание копья | 51,45                 | 34                    | Не прошла  | Не прошла  | Не прошла | Не прошла |

### Настольный теннис
Спортсменов — 1
Соревнования по настольному теннису проходили по системе плей-офф. Каждый матч продолжался до тех пор, пока один из теннисистов не выигрывал 4 партии. Сильнейшие 16 спортсменов начинали соревнования с третьего раунда, следующие 16 по рейтингу стартовали со второго раунда.
Мужчины
| Соревнование     | Спортсмены          | Квалификация       | Первый раунд              | Второй раунд         | Третий раунд         | 1/8 финала           | Четвертьфинал        | Полуфинал            | Финал                | Место |
| Соревнование     | Спортсмены          | Соперник Результат | Соперник Результат        | Соперник Результат   | Соперник Результат   | Соперник Результат   | Соперник Результат   | Соперник Результат   | Соперник Результат   | Место |
| ---------------- | ------------------- | ------------------ | ------------------------- | -------------------- | -------------------- | -------------------- | -------------------- | -------------------- | -------------------- | ----- |
| Одиночный разряд | Марсело Агирре (56) | Не участвовал      | А. Дидух (UKR) (49) П 3:4 | Завершил выступление | Завершил выступление | Завершил выступление | Завершил выступление | Завершил выступление | Завершил выступление | 49    |

### Теннис
Спортсменов — 1
| Соревнование             | Спортсмены           | 1/32 финала                                    | 1/16 финала        | 1/8 финала         | Четвертьфинал      | Полуфинал          | Финал              | Место     |
| Соревнование             | Спортсмены           | Соперник Результат                             | Соперник Результат | Соперник Результат | Соперник Результат | Соперник Результат | Соперник Результат | Место     |
| ------------------------ | -------------------- | ---------------------------------------------- | ------------------ | ------------------ | ------------------ | ------------------ | ------------------ | --------- |
| Одиночный женский разряд | Вероника Сепеде Роиг | Лепченко Варвара (USA) Пор. 5-7, 7-6(8-6), 2-6 | Не прошла          | Не прошла          | Не прошла          | Не прошла          | Не прошла          | Не прошла |